# Zgrada Englesko-srpskog doma u Nišu
Zgrada Englesko-srpskog doma izgrađena je u Nišu, 1926. godine, sredstvima engleskih fondova kao dom za smeštaj ratne siročadi.

## Istorijat
Izgradnji ovog objekta prethode događaji vezani za ratove koje je Srbija vodila početkom 20. veka, kada su se prvi put pojavili dobrovoljci iz Evrope i sveta da nesebično pomognu u tom teškom vremenu. Septembra 1914. god. u Engleskoj je osnovan Srpski potporni fond (Serbian Relief Fund), sa ciljem da se pomogne srpskoj deci čiji su roditelji stradali u Balkanskim ratovima i Prvom svetskom ratu. Osnivanje fonda inicirala je Lejla Pedžet(Louise Paget).
Ratna siročad su do 1926. godine bila smeštena u Sirotinjskom domu pored Starog groblja na Gorici, izgrađenom 1902. godine.

## Inicijativa
Mis Mo Florens, upravnica doma i mis Džin Rankin ubrzo po dolasku u Niš obaveštile su niškog episkopa Dositeja, a i London, o potrebi da se podigne nova zgrada doma.Odgovor iz Londona bio je pozitivan. Uz pomoć Episkopa Dositeja uprava ckve Svetog Pantelejmona u Nišu poklonila je zemljište za gradnju doma, a novac je dobijen iz Londona, iz sredstava stipendijskog fonda, ostvarenog prilozima 336000 engleskih đaka
Zgrada doma građena je od 1925-1926. godine. Otvaranje i osvećenje doma održano je novembra 1926. godine, a prisutne su bile mnogobrojne zvanice najvićeg ranga iz Beograda i Londona, predstavnici crkve, vojske i grada Niša.

## Arhitektura
Idejni projekat izgradnje doma uradila je mis Mo Florens i on je bio zasnovan na engleskim standardima. Zgradu je projektova i njenom izgradnjom rukovodio arhitekta Julijan. Lj. Đupon i ovo je ujedno njegov prvi zabeleženi projekat u Nišu.
Zgrada je imala dva sprata, sa posebnim prostorijama za mušku i žensku decu, zajedničku trpezariju, igralište i baštu u kojoj su gajili povrđe i cveće.
Arhitektura objekata je u duhu jednostavnog neoromantizma. Simetrična fasadna šema akcentirana je bočnim erkerima i dekorisana nazubljenom završnom atikom sa asocijacijo na srednjovekovne fortifikacijske objekte. Ovaj motiv je primenjen i kod spomenika na Čegru.

## Zgrada danas
Danas u u zgradi Englesko srpskog doma nalazi Dom učenika srednjih škola.